# Флорентински кодекс
Флорентски кодекс је етнографска истраживачка студија из 16. века у Мезоамерици коју је урадио шпански фрањевац Бернардино де Саагун. Он га је првобитно назвао: La Historia General de las Cosas de Nueva España. После грешке у преводу, књига је названа Historia general de las Cosas de Nueva España.
Најбоље очувани рукопис се обично назива Флорентински кодекс, пошто се кодекс чува у Лаурентијанској библиотеци у Фиренци, Италија.
У партнерству са Нахуа мушкарцима који су раније били његови студенти у Колегио де Санта Цруз де Тлателолко, Саагун је спровео истраживање, организовао доказе, написао и уредио своја открића.
На пројекту је радио од 1545. до своје смрти 1590. године. Дело се састоји од 2.400 страница организованих у дванаест књига; више од 2.000 илустрација које су нацртали домаћи уметници пружају живописне слику доба и документује културу, верску космологију (поглед на свет) и ритуалне праксе, друштво, економију и природну историју народа Астека. Кодекс је описан као „један од најупечатљивијих извештаја о незападној култури икада састављених“.
Године 2002. Чарлс Е. Дибл и Артур Џо Андерсон су били први који су превели Кодекс са наватла на енглески, у пројекту који је трајао 30 година. Током 2012. године, у Светску дигиталну библиотеку додато је скенирање у високој резолуцији свих томова Флорентинског кодекса, на наватлу и шпанском језику, са илустрацијама. Од 2015. године, дело је Унеско прогласио светском баштином.